# Immeuble au 16, rue du 22-Novembre à Strasbourg
L'immeuble au 16, rue du 22-Novembre est un monument historique situé à Strasbourg, dans le département français du Bas-Rhin.

## Localisation
Ce bâtiment est situé au 16, rue du 22-Novembre à Strasbourg.

## Historique
L'édifice fait l'objet d'une inscription au titre des monuments historiques depuis 2009.